# Stadel bei Niederglatt
Stadel bei Niederglatt é uma comuna da Suíça, situada no distrito de Dielsdorf, no cantão de Zurique. Tem 12,89 km² de área e sua população em 2018 foi estimada em 2.289 habitantes.